# Bietigheim
Bietigheim település Németországban, azon belül Baden-Württembergben. Lakosainak száma 6621 fő (2023. december 31.). Bietigheim Elchesheim-Illingen községgel határos.

## Népesség
A település népessége az elmúlt években az alábbi módon változott:
| Lakosok száma | 4750 | 5350 | 5336 | 5251 | 5524 | 5650 | 5917 | 6017 | 6208 | 6621 |
|               | 1961 | 1967 | 1974 | 1980 | 1987 | 1993 | 2000 | 2006 | 2013 | 2023 |